# 凹脉新木姜子
凹脉新木姜子（学名：Neolitsea impressa）为樟科新木姜子属下的一个种。凹脉新木姜子也是一種灌木以及小乔木，高5米。中國四川境內有此物種。

## 扩展阅读
維基物種上的相關：凹脉新木姜子